# Voorbehouden handeling
Een voorbehouden handeling is binnen de Nederlandse wet een handeling die beroepshalve slechts mag worden uitgevoerd door personen die een bepaalde titel dragen. Binnen de gezondheidszorg worden deze handelingen beschreven in artikel 36 van de Wet BIG. Het betreft handelingen die onaanvaardbare risico's met zich meebrengen als zij door ondeskundigen worden verricht.
De wet BIG maakt onderscheid tussen voorbehouden handelingen die door een zorgverlener zelfstandig mogen worden uitgevoerd, en voorbehouden handelingen die door bepaalde zorgverleners alleen mogen worden verricht in opdracht van een andere zorgverlener die wel volledig bevoegd is. In alle gevallen geldt dat men uitsluitend een voorbehouden handeling mag verrichten als men behalve bevoegd, ook bekwaam is in het uitvoeren van die handeling.
De voorbehouden handelingen zijn:
- het verrichten van heelkundige handelingen: artsen, tandartsen, verloskundigen, physician assistants, verpleegkundig specialisten algemene gezondheidszorg en klinisch technologen
  - mondhygiënisten mogen zelfstandig een eerste beginnend gaatje (primaire caviteit) behandelen door deze uit te boren en te vullen
  - ambulanceverpleegkundigen mogen functioneel zelfstandig een coniotomie uitvoeren
- het verrichten van verloskundige handelingen: artsen en verloskundigen
- het verrichten van endoscopieën: artsen, physician assistants en verpleegkundig specialisten algemene gezondheidszorg
- het verrichten van katheterisaties: artsen, verloskundigen, physician assistants, verpleegkundig specialisten algemene gezondheidszorg en klinisch technologen
  - verpleegkundigen mogen functioneel zelfstandig catheterisaties van de blaas bij volwassenen uitvoeren. Hetzelfde geldt voor een maagsonde of infuus inbrengen.
  - ambulanceverpleegkundigen mogen functioneel zelfstandig een beademingsbuis via neus of mond in de luchtpijp aanbrengen of verwijderen (in- en extuberen). Dit geldt ook voor het toepassen van drainagepunctie bij een complexe klaplong (spanningspneumothorax)
- het geven van injecties: artsen, tandartsen, verloskundigen, physician assistants, verpleegkundig specialisten algemene gezondheidszorg en verpleegkundig specialisten geestelijke gezondheidszorg en klinisch technologen
  - verpleegkundigen mogen functioneel zelfstandig injecties in aders, in spierweefsel en onderhuids geven
  - mondhygiënisten mogen binnen hun deskundigheidsgebied functioneel zelfstandig lokaal verdoven door het geven van een injectie
    - geregistreerd-mondhygiënisten hebben vanaf 1 juli 2020 tot en met 30 juni 2025 de zelfstandige bevoegdheid om te injecteren
- het verrichten van puncties: artsen, verloskundigen, physician assistants, klinisch technologen en verpleegkundig specialisten algemene gezondheidszorg en verpleegkundig specialisten geestelijke gezondheidszorg
  - verpleegkundigen mogen functioneel zelfstandig bloed afnemen met een holle naald (venapunctie) en een hielprik bij pasgeborenen uitvoeren
- onder narcose brengen: artsen en tandartsen
- radioactieve stoffen gebruiken: artsen, tandartsen en klinisch technologen
  - Geregistreerd-mondhygiënisten hebben vanaf 1 juli 2020 tot en met 30 juni 2025 de zelfstandige bevoegdheid om radioactieve stoffen te gebruiken
- het verrichten van electieve cardioversie: artsen, physician assistants en verpleegkundig specialisten algemene gezondheidszorg
  - ambulanceverpleegkundigen mogen functioneel zelfstandig electieve cardioversie toepassen
- het toepassen van defibrillatie: artsen, physician assistants en verpleegkundig specialisten algemene gezondheidszorg
  - ambulanceverpleegkundigen mogen functioneel zelfstandig defibrillatie toepassen
- het toepassen van elektroconvulsieve therapie ('elektroshocktherapie'): artsen
- het verrichten van geneeskundige steenvergruizing (lithotripsie): artsen
- in-vitrofertilisatie: artsen
- het voorschrijven van geneesmiddelen: artsen, tandartsen, verloskundigen, physician assistants, verpleegkundig specialisten algemene gezondheidszorg en verpleegkundig specialisten geestelijke

De beperking ten aanzien van de voorbehouden handelingen betreft alleen de beroepshalve uitvoering ervan. Het gebruik van een AED (defibrillatie) door leken, teneinde het leven van een ander te redden, is uiteraard wel toegestaan. Ook mogen familieleden of verzorgers van patiënten, aan hen injecties geven, katheteriseren etc., mits zij daartoe bekwaam zijn.